# Zakaria Tamer
Zakaria Tamer (n. 2 ianuarie 1931, Damasc, Mandatul francez pentru Siria și Liban) este un nuvelist, ziarist, scenarist, cronicar arab sirian.

## Biografia
Zakaria Tamer s-a născut la data de 2 ianuarie 1931, la Damasc. Din pricina greutăților materiale, abandonează școala și muncește pentru a-și îmtreține famila. Multă vreme se străduiește să se instruiască singur citind enorm. După o vreme, se va înscrie la cursurile serale. Debutează cu nuvele în 1960.

## Editor de reviste
Zakaria Tamer a fost, în perioada 1960-1980, editor al unor reviste de cultură ce au avut un rol extrem de important în viața culturală arabă, precum  Al Mawqif al-Adabi (Atitudinea literară) și Al-Ma'rifah (Cunoașterea). De asemenea, a fost editorul revistei pentru copii, Usamah.

## Volume de nuvele
- Ṣahīl al-ğawād al-abyaḍ (Nechezatul calului alb), în 1960;
- Rabīʿ fī- l-ramād (Primăvară în cenușă), în 1963;

- Ar-Raʿd) (Tunetul), în 1970;
- Dimašq al-ḥarāʼiq (Damascul în flăcări), în 1973;

- an-Numūr fī l-yawm al-ʿāšir (Tigrii în cea de-a zecea zi), în 1978;

- Nidāʼ Nūḥ (Chemarea lui Noe), în 1994;

- Sa-naḍḥaku (O să râdem), în 1998;
- Al-Ḥiṣrim (Agurida), în 2000;

- Taksīr rukab (Cotonogeala), în 2002;

- al-Qunfuḏ (Ariciul), în 2005.

## Literatură pentru copii
- Limādā sakata an-nahru (De ce a tăcut râul), în 1973;
- Qālat al-warda li-s-sunūnū (Trandafirul i-a spus rândunicăi), în 1878;
- al-Ğarād fi l-madīna (Lăcustele în oraș), în 1982;
- 37 de povești pentru copii publicate în broșuri colorate, în 2000.

## Traduceri în limba română
Zakaria Tamer. Tunetul. Traducere din limba arabă, prefață și note: Oana Ghica. Iași: Editura Ars Longa, Colectia "Alif" (coordonator: George Grigore). 2010. pp. 140.